# Zira Shopping Center
Zira Shopping Center је тржни центар у Рузвелтовој улици, на општини Палилула у Београду. Налази се недалеко од трговачке зоне улице Булевара краља Александра, метро странице Вуков споменик и универзитетског кварта (Електротехнички, Архитектонски, Географски, Грађевински, Правни и Машински факултет). У потпуности је непушачка зона.